# Marie Dollinger
Maria "Marie" Dollinger (gift Hendrix), född 28 oktober 1910 i Langenzenn, Bayern, död 10 augusti 1994 i Nürnberg, var en tysk friidrottare med löpgrenar som huvudgren. Dollinger var en pionjär inom damidrott, hon var världsrekordhållare i stafettlöpning 4 x 100 meter och blev guldmedaljör vid den fjärde damolympiaden 1934.

## Biografi
Marie Dollinger föddes 1910 i Langenzenn i södra Tyskland. När hon började med friidrott tävlade hon i kortdistanslöpning och medeldistanslöpning men även i längdhopp.
Hon gick med i idrottsföreningen ”TSV Langenzenn 1894”, senare tävlade hon för 1. Fußball Club Nürnberg.
1928 deltog Dollinger vid de Olympiska sommarspelen i Amsterdam där hon slutade på 7:e plats i löpning 800 meter. Grenen var den första på distansen för damer.
1929 blev hon tysk mästare i löpning 800 meter (med inofficiellt världsrekord) vid tävlingar i Frankfurt am Main 20–21 juli, hon försvarade titeln 1930 vid tävlingar i Lennep 2–3 augusti och åter 1931 vid tävlingar i Magdeburg 1–2 augusti.
Dollinger deltog i den tredje damolympiaden 6–8 september 1930 i Prag, under idrottsspelen vann hon silvermedalj i löpning 800 meter.
1931 deltog hon vid Olimpiadi della Grazia 29–31 maj i Florens, under dessa spel tog hon guldmedalj i löpning 100 meter och silvermedalj i löpning 200 meter samt stafettlöpning 4 x 100 meter (med Tilly Fleischer, Dollinger som andra löpare, Detta Lorenz och Lisa Gelius) och Svensk stafett (med Dollinger som första löpare, Lisa Gelius, Detta Lorenz och Auguste Hargus).
1931 blev hon även tysk mästare i löpning 200 meter (med Europarekord), vid mästerskapen 1932 vid tävlingar i Berlin 2–3 juli kom hon på en andraplats på distansen (blev dock mästare på 100 meter), 1933 återtog hon mästartiteln på 200 meter vid tävlingar i Weimar 19–20 augusti.
1932 deltog  Dollinger vid de Olympiska sommarspelen i Los Angeles där hon slutade på en fjärdeplats i löpning 100 meter och på 6:e plats i stafett 4 x 100 meter (med Ellen Braumüller, Tilly Fleischer och Grete Heublein).
Dollinger deltog även i den fjärde damolympiaden 9–11 augusti 1934 i London, under idrottsspelen vann hon guldmedalj guldmedalj med stafettlaget (med Käthe Krauß, Margarete Kuhlmann och Selma Grieme) på 4 x 100 meter.
Den 21 juni 1936 satte hon världsrekord i stafettlöpning 4 x 100 meter (med Käthe Krauß, Emmy Albus och Grete Winkels) vid tävlingar i Köln
Senare under 1936 deltog  Dollinger vid de Olympiska sommarspelen i Berlin där hon slutade på 4:e plats i löpning 100 meter. Hon tävlade även med stafettlaget på 4 x 100 meter, under försöksheaten den 8 augusti satte laget (med Emmy Albus, Käthe Krauss och Ilse Dörffeldt) nytt världsrekord på distansen, under finalen den 9 augusti tappades stafettpinnen vid det sista bytet (med Dörffeldt) varpå laget diskvalificerades. Rekordet skulle dock stå sig till 1952.
1937 gifte hon sig med Friedrich Hendrix, paret fick ett barn. Dollinger dog 1994 i Nürnberg.